# Alexander Ring
Alexander Ring, född den 9 april 1991 i Helsingfors, är en finländsk professionell fotbollsspelare som spelar för Austin FC i amerikanska Major League Soccer (MLS), där han även är lagkapten. Han representerade även Finlands landslag mellan 2011 och 2018.